# Велосипедный мост
Велосипе́дный мост — это часть велосипедной инфраструктуры, наряду с велополосами и велодорожками. Зачастую может использоваться пешеходами. Соответственно, может называться вело-пешеходным мостом.
В новых районах и городах (например в Лелистаде, Нидерланды) велосипедные мосты широко используются для разделения пересекающихся потоков велодорожек и автомобильных дорог.
- Trambrug, бывший мост для паровых трамваев, переделан в велосипедный в 1974 году.
- Nesciobrug, вело-пешеходный мост в Амстердаме.
- Hovenring, подвесной мост в форме кольца в Эйндховене.
- Зеландский мост, автомобильно-велосипедный мост в Нидерландах, самый длинный мост страны.